# Waldemar Feifer
Waldemar Feifer (* 14. Dezember 1983 in Astrachan) ist ein deutsch-russischer Filmproduzent, Filmregisseur, Filmeditor, Kameramann und Schauspieler aus dem Bereich des Independentfilms.

## Filmografie
Spielfilme
- 2013: Uncut Police
- 2014: Indie never dies
- 2018: Uncut Police 2

Kurzfilme
- 2014: Wie eine Schleife (Regie: Sylvia Tolga), nur Kameramann und Schnitt
- 2015: Bloodfightz